# Rosalia
Rosalia je rod brouků z čeledi tesaříkovití (Cerambycidae). Významným druhem tohoto rodu je evropský tesařík alpský (Rosalia alpina), který je kriticky ohrožený. Zástupci rodu Rosalia jsou zajímaví svými výraznými kresbami na krovkách.

## Druhy
- Rosalia alpina (Linnaeus, 1758)
- Rosalia batesi Harold, 1877
- Rosalia funebris Motschulsky 1845
- Rosalia coelestis Semenov 1911
- Rosalia lameerei Vuillet 1911
- Rosalia houlberti Brogn 1890